# ميتسوجو نومورا
ميتسوجو نومورا، لاعب كرة قدم ياباني، من مواليد 21 نوفمبر 1956 بهوكايدو اليابانية، لعب في صفوف فريق شونان بلمار، كما لعب 12 مباراة مع منتخب اليابان لكرة القدم.

## روابط خارجية
- ميتسوجو نومورا على موقع ناشيونال فوتبول تيمز (الإنجليزية)